# Henry Hynoski
Henry Philip Hynoski Jr. (* 30. Dezember 1988 in Elysburg, Pennsylvania) ist ein ehemaliger US-amerikanischer American-Football-Spieler, der seine gesamte Karriere bei den New York Giants in der National Football League (NFL) auf der Position des Fullbacks spielte.

## Frühe Jahre
Hynoski ging in Catawissa, Pennsylvania auf die Highschool. Später besuchte er die University of Pittsburgh.

## NFL
Nachdem er im NFL-Draft 2011 nicht ausgewählt worden war, schloss er sich den New York Giants an. In seiner ersten Saison für die Giants fungierte er vor allem als Runblocker für die beiden Runningbacks Ahmad Bradshaw und Brandon Jacobs. In der Saison 2011 gewann er mit den Giants den Super Bowl XLVI mit 21:17 gegen die New England Patriots. In diesem Spiel fing er zwei Pässe für 19 Yards, außerdem sicherte er einen Fumble seines Teamkollegen Hakeem Nicks. Am 30. Dezember 2012, also an seinem 24. Geburtstag, fing er seinen ersten und einzigen Touchdown seiner NFL-Karriere im Spiel gegen die Philadelphia Eagles. Am 5. September 2015 wurde er von den Giants entlassen.

## Persönliches
Sein Vater Henry Hynoski Sr. spielte ein Jahr als Runningback für die Cleveland Browns in der NFL.